# Saisine du liquidateur
En droit des successions québécois, la saisine du liquidateur est le droit précaire d'administration et de gestion absolue des biens qu'exerce le liquidateur sur la succession, sans en être propriétaire. 
Un arrêt de principe concernant la saisine du liquidateur est la décision Hall c. Québec (Sous-ministre du Revenu) de la Cour suprême du Canada.